# 옥서로
옥서로(玉西路)는 경상북도 안동시 옥동에서 안동시 송현동을 연결하는 도로이다.

## 주요 경유지
- 이마트 안동점
- 복주초등학교
- 옥동 3주공아파트

## 주요 교차도로
- 광명로
- 은행나무로